# Здралци
Здралци (грч. Αμπελόκηποι, до 1926. грч. Σδράλτση) је насељено место у општини Рупишта у периферији Западна Македонија, Грчка. Према попису из 2021. године било је 630 становника.
Према бугарском географу и историчару, Василу Канчову, у Здралцима је 1900. године живело 270 Словена хришћана. Македонски историчар Тодор Симовски, 1998. године наводи да су Здралци словенско насеље.